# Komín
Komín – historyczna gmina, dzielnica i gmina katastralna, a od 24 listopada 1990 pod nazwą Brno-Komín również część miasta w północno-zachodniej części Brna, o powierzchni 760,03 ha. 